# Цопк-Шауни
Цопк-Шауни (арм. Ծոփք Շահունի) — гавар провинции Цопк Великой Армении. На сегодняшний день территория исторического гавара Цопк-Шауни находится в границах Турции.

## География
Цопк-Шауни находится на юго-западе провинции Цопк. На западе Цопк-Шауни граничит с гаваром Дегик провинции Цопк, на севере − с гаваром Мндзур провинции Бардзр Айк, навостоке − с гаваром Пагнатун провинции Цопк, на юго-востоке − с гаваром Балаовит провинции Цопк, на юге− с гаваром Андзит провинции Цопк. 
В Цопк-Шауни находятся монастыри Кармир (арм. Կարմիր վանք) и Сурб Усакан (арм. Սորբ Հուսական վանք).
На севере гавара находится гора Пахр (арм. Պախր լեռ).
В Цопке-Шауни находятся крепости Бнабег и Хозан.
Крупнейшими городами Цопка-Шауни являются Иерополис, Хозат, Васкерт, Тил.